# Пантелеев, Григорий Владимирович
Григо́рий Влади́мирович Пантеле́ев (латыш. Grigorijs Panteļejevs; род. 13 ноября 1972, Гастелло, Сахалинская область) — советский и латвийский хоккеист, левый нападающий. Воспитанник рижского хоккея (тренер — Оярс Роде). В настоящее время главный тренер клуба «Ростов», выступающего в ВХЛ.

## Карьера
Григорий Пантелеев начал свою карьеру в рижском «Динамо». Летом 1992 года на драфте НХЛ он был выбран в 6 раунде под общим 136 номером клубом Бостон Брюинз. До 1995 года он играл за «Бостон Брюинз» и его фарм-клуб «Провиденс Брюинз», после чего в качестве свободного агента подписал контракт с «Нью-Йорк Айлендерс», однако сыграл за «островитян» только 4 игры, так как провёл все матчи в фарм-клубе «Юта Гриззлис». В середине сезона перешёл в другой клуб Интернациональной хоккейной лиги (ИХЛ) «Лас-Вегас Тандер».
Сезон 1996/1997 играл в «Сан-Антонио Дрэгонс», затем два сезона провёл в «Орландо Солар Беарз», дошёл с командой до финала Кубка Тёрнера 1998/1999.
Летом 1999 года он подписал контракт с немецким клубом «Ганновер Скорпионс», за который забил 21 гол и сделал 30 передач. После этого он переехал в Россию, подписав контракт с ярославским «Локомотивом». В 2001 году начал карьеру в шведском «Сёдертелье», затем перебрался в Швейцарию, подписав контракт с «Ольтеном», спустя 9 встреч уехал в «Ригу 2000», где и доиграл сезон.
В 2002 году Григорий Пантелеев перешёл в финский клуб «Пеликанс», в следующем сезоне вернулся в Ригу. Сезон 2004/2005 провёл в шведской команде «Арбога».
Летом 2005 года вернулся в Россию в клуб из высшей лиги «Дмитров», после 30 встреч за основную команду и за дублирующую, сыграл одну игру за итальянский «Больцано» и 7 игр за швейцарский «Цуг», сезон закончил в другом швейцарском клубе «Мартиньи». За «Мартиньи» Пантелеев выступал до 2007 года, перейдя в сезоне 2006/2007 в итальянский клуб «Понтебба».
Летом 2007 года он подписал годичный контракт с австрийским клубом второго дивизиона «Целль-ам-Зе», не за долго до конца сезона перешёл в немецкий клуб «Ландсберг 2000». Для Пантелеева этот клуб стал последним, закончив игровую карьеру по окончании сезона 2007/2008.

## Тренерская карьера
Работал в СДЮСШОР № 1 Новочеркасска, тренировал сборную Ростовской области, в 2013 году возглавил профессиональный хоккейный клуб «Ростов». В сезоне 2019/2020 клуб заявился для участия в ВХЛ — второй по силе лиге России.

## Карьера в сборной
За сборную Латвии Григорий Пантелеев сыграл на девяти чемпионатах мира и зимних Олимпийских играх в 2002 и 2006.

## Статистика
| Легенда | Легенда                    | Легенда | Легенда                   | Легенда | Легенда    |
| ------- | -------------------------- | ------- | ------------------------- | ------- | ---------- |
| И       | Количество проведённых игр | Штр     | Штрафное время            | +/−     | Плюс-минус |
| Г       | Голы                       | П       | Голевые передачи          | О       | Очки       |
| -       | Статистика неизвестна      | —       | Статистика не учитывалась |         |            |